# La canzone di Marinella
La canzone di Marinella è un brano musicale scritto e composto nel 1963 dal cantautore Fabrizio De André con l'arrangiamento musicale di Gian Piero Reverberi, pubblicato la prima volta sul singolo Valzer per un amore/La canzone di Marinella del 1964 dallo stesso autore. È uno dei brani di De André più conosciuti.

## Storia e ispirazione
La canzone, scritta nel 1963, fu ispirata da un fatto di cronaca, che l'autore aveva letto su un quotidiano.
(Fabrizio De André, da un'intervista con Luciano Lanza (marzo 1993))
(Fabrizio De André, da un'intervista con Vincenzo Mollica (1997))
Secondo lo psicologo astigiano Roberto Argenta, un appassionato di De André che nel 2012 ha pubblicato un libro con la ricerca di quello che potrebbe essere l'episodio più plausibile per l'ispirazione della canzone, l'evento sarebbe stato la lettura di una notizia di cronaca, apparsa sulla Gazzetta del Popolo del 29 gennaio 1953, relativa a un fatto realmente accaduto ad una certa Maria, uccisa e gettata nel fiume Olona.
Nel dettaglio si tratterebbe del ritrovamento nel fiume Olona tra Rho e Milano del corpo crivellato di colpi d'arma da fuoco di una ballerina/prostituta, all'anagrafe Maria Boccuzzi. Il caso, tuttora irrisolto, tenne banco sulla cronaca nera dei quotidiani dell'epoca per diverse settimane. Nata l'8 ottobre 1920 nel piccolo centro calabrese di Radicena (frazione dalla cui unione con i villaggi di San Martino di Taurianova e Jatrinoli è nato nel 1926 l'attuale comune di Taurianova), in una povera famiglia di braccianti agricoli, all'età di nove anni, Maria emigrò con la famiglia a Milano in cerca di una sistemazione migliore. Nel 1934 iniziò a lavorare e sul luogo di lavoro conobbe uno studente universitario spiantato, Mario, di cui s'innamorò. Il rapporto, visto di cattivo grado dalla famiglia di lei, la portò a licenziarsi e a scappare con Mario. Le difficoltà economiche e l'impossibilità di riallacciare i rapporti con la famiglia portarono velocemente alla fine del rapporto amoroso e, dopo appena un anno, i due si lasciarono. Senza dimora e senza lavoro, Maria Boccuzzi decise di intraprendere la strada di ballerina di avanspettacolo di varietà col nome d'arte di Mary Pirimpò e conobbe Luigi Citti detto Jimmy, noto frequentatore di locali notturni meneghini, di cui divenne l'amante. Questi la "cedette" dopo breve tempo a Carlo Soresi, conosciuto come "Carlone", protettore, che l'avviò alla prostituzione. Da quel momento, la vita di Maria divenne un susseguirsi di umiliazioni, minacce e percosse. Iniziò a prostituirsi in una casa chiusa a San Salvario (Torino), poi a Firenze, per approdare a Milano e lungo i viali dell'Olona, dove venne anche schedata dalla Polizia. La notte del 28 gennaio 1953 Maria Boccuzzi fu uccisa a revolverate e spinta nell'Olona forse ancora agonizzante. Vennero indagati per l'omicidio i già citati Soresi e Citti, ma non ci furono sufficienti prove a loro carico per un'incriminazione. Emerse, tra le altre, la testimonianza di un metronotte che vide, la notte del delitto e sulla riva del fiume presso cui poi venne ritrovato il cadavere della Boccuzzi, un'auto al cui interno una ragazza urlava e si dimenava, cercando di divincolarsi dall'uomo alla guida, ma non si poté mai risalire all'identità di questo presunto aggressore.
(Don Luigi Ciotti, da Il mondo in controluce (2000))

## Musica e testo
(Fabrizio De André, da un'intervista con Vincenzo Mollica (1997))
L'orchestrazione, un ritmo lento di bolero del maestro Reverberi, musicalmente scarna ma contemporaneamente austera e solenne, sostiene un testo semplice e disarmante, che con un linguaggio quasi arcaico racconta con straordinaria abilità poetica la favola della protagonista, una ragazza che dopo aver trovato l'amore, va incontro alla morte in circostanze misteriose.
vivesti solo un giorno come le rose

...

ma il vento che la vide così bella

dal fiume la portò sopra una stella

...

bianco come la luna il suo cappello

come l'amore rosso il suo mantello»
(dal testo della canzone)
I toni sono lievi, pieni di immagini e colori, quasi romantici e propri di una musica fatta quasi per gioco; apparentemente distanti dal tipico realismo dell'autore, che in carriera si orienterà decisamente verso stili e atmosfere differenti.

## Interviste e commenti
Questa la risposta di De André alla domanda di un giornalista incuriosito dal fatto che i fan ritenessero il brano «una canzone bruttina, un prodotto spurio..»
(Fabrizio De André, da un'intervista con Adriano Botta (13 marzo 1969))
Pur così atipica nei toni rispetto alle altre composizioni del cantautore, tuttavia il brano segna innegabilmente la svolta per De André in fatto di popolarità: l'interpretazione della ballata da parte di Mina nel 1967, ben tre anni dopo la prima incisione della canzone, lo porta finalmente alla notorietà a livello nazionale.
Tuttavia De André deluderà le aspettative di quanti avrebbero preferito vederlo impegnato a continuare a scrivere canzoni leggere e commerciali, motivando banalmente le sue scelte.
(Da un'intervista con Berto Giorgeri (27 agosto 1967))
(Fabrizio De André, dal video di un'intervista con Enza Sampò del 1969)
Il destino vede comunque De André indissolubilmente legato a questa canzone, infatti la versione cantata in duetto proprio con Mina nel 1997, sarà la traccia inedita inserita nell'antologia Mi innamoravo di tutto, l'ultima pubblicata dal cantautore prima della sua prematura scomparsa.
(Fabrizio De André, nota firmata sulla copertina del CD Mi innamoravo di tutto del 1997)

## Versione di Fabrizio De André
Nel 1964 De André pubblica la prima versione del brano nel singolo Valzer per un amore/La canzone di Marinella, e due anni dopo la stessa canzone viene pubblicata nella raccolta Tutto Fabrizio De André dalla Karim. Questa prima versione non riscosse particolare successo commerciale.
Il brano fu eseguito nel tour con la PFM del 1978-79, la quale ne creò un riarrangiamento con assoli.

## Versioni di Mina
Il grande successo arriva con la decisione di Mina di incidere e inserire la canzone, prima nell'album Dedicato a mio padre (dicembre 1967) e successivamente nel 45 giri La canzone di Marinella/I discorsi (1 febbraio 1968).

### Duetto
Il duetto con Mina del 1997 è stato inserito dal cantautore, nello stesso anno, come traccia inedita della raccolta 
Mi innamoravo di tutto (l'ultima pubblicata prima della sua morte) ed estratto come singolo. È stato poi pubblicato anche dalla cantante nella raccolta In duo del 2003. Tale versione è stata pubblicata da Mina anche nel 2017 all'interno dell'omonimo 45 giri La canzone di Marinella, vinile arancione in edizione limitata a 3 000 copie.

## Cover di altri artisti
| Anno           | Artista            | Album / Spettacolo |
| -------------- | ------------------ | --- |
| 1971           | Gianni Morandi     | Album Un mondo di donne |
| 1984           | Dori Ghezzi        | Varietà tv Premiatissima '84 trasmesso da Canale 5, poi inserita in uno degli LP dedicati alla trasmissione                                                       |
| 15 maggio 1984 | Joan Baez          | Varietà tv Blitz della Rete 2 (oggi Rai 2) condotto da Gianni Minà                                                                                                |
| 2000           | Renato Zero        | Album di cover Tutti gli Zeri del mondo |
| 2003           | Roberto Ferri      | Album live Faber, amico fragile dal concerto tributo del 12 marzo 2000 al Teatro Carlo Felice di Genova. Versione in francese, intitolata La romance de Marinelle |
| 2003           | Afterhours         | Album di cover di vari artisti Non più i cadaveri dei soldati (Un omaggio a Fabrizio De André), distribuito come allegato della rivista Mucchio Extra             |
| 2006           | Massimo Ranieri    | Album live Omaggio a Fabrizio De André |
| 2009           | Cristiano De André | Album dal vivo De André canta De André, omaggio al padre |
| 2014           | Gianna Nannini     | Album di cover Hitalia |
| 2016           | Caterina Cropelli  | Esibizione nel primo live di X Factor |
| 2019           | La Municipàl       | Album tributo Faber nostrum con cover di vari artisti |